# コノート＝ストラサーン公
コノート＝ストラサーン公爵（英: Duke of Connaught and Strathearn）は、かつて存在した連合王国貴族の公爵位。

## 歴史
ヴィクトリア女王の第三王子であるアーサー・ウィリアム・パトリック・アルバート王子(1850-1942)は、1874年5月24日に連合王国貴族爵位コノート＝ストラサーン公爵およびサセックス伯爵に叙された。初代公は陸軍軍人として陸軍元帥まで昇進し、アイルランド最高司令官(1900-1904)やカナダ総督(1911-1916)を務めた。
初代公の長男アーサー・フレデリック・パトリック・アルバート王子(1883-1938)も陸軍軍人となり、陸軍少将まで昇進し、南アフリカ総督(1920-1924)を務めたが、父に先立って死去した。そのため1942年1月16日に初代公が死去すると、アーサー・フレデリック・パトリック・アルバート王子の息子アラステア・アーサー・ウィンザー(1914-1943)が爵位を継承した。しかし彼は襲爵から1年3カ月後の1943年4月26日に死去。結婚しておらず、子供もなかったので彼の死をもって爵位は廃絶した。

## コノート＝ストラサーン公爵 (1874年)
| 肖像 | 称号の代数 名前 （生没年） | 受爵期間                     | 続柄                   | 役職                                                             | 他の称号       |
| ---- | --- | ---------------------------- | ---------------------- | ---------------------------------------------------------------- | -------------- |
|      | 初代コノート＝ストラサーン公 アーサー・ウィリアム・パトリック・アルバート王子 (Prince Arthur William Patrick Albert) (1850年-1942年) | 1874年5月24日 -1942年1月16日 | ヴィクトリア女王の三男 | 陸軍元帥 アイルランド最高司令官(1900-1904) カナダ総督(1911-1916) | サセックス伯爵 |
|      | 第2代コノート＝ストラサーン公 アラステア・アーサー・ウィンザー (Alastair Arthur Windsor) (1914年-1943年)                             | 1942年1月16日 -1943年4月26日 | 先代の孫               |                                                                  | サセックス伯爵 |